# Andrzej Stonoga
Andrzej Stonoga, ros. Андрей Андреевич Стонога (ur. 1903 w Błagowieszczeńsku, zm. w 1991 w Kijowie) – generał Armii Czerwonej i pułkownik ludowego Wojska Polskiego.

## Życiorys
Andrzej Stonoga urodził się w 1903 roku w Błagowieszczeńsku, w obwodzie amurskim. Ukończył dziesięć klas szkoły powszechnej w Swobodnym. W 1923 roku rozpoczął służbę w Armii Czerwonej, w której ukończył szkołę oficerską.
W latach 1941–1944 w czasie wojny sowiecko-niemieckiej walczył na Froncie Karelskim, Froncie Dońskim i Froncie Ukraińskim. Brał udział w obronie Moskwy i Stalingradu. W czasie walk w 1941 kontuzjowany od wybuchu bomby, a w 1943 ranny w rękę. 23 marca 1943 roku awansował na pułkownika. Od października 1943 roku do października 1944 roku dowodził 9 Inżynieryjno-Saperską Brygadą. W marcu 1944 roku dowodzona przez niego brygada, w składzie 1 Armii, wzięła udział operacji dnieprowsko-karpackiej, wyróżniła się w walkach o wyzwolenie Płoskirowa i otrzymała wyróżniającą nazwę „Płoskirowska” (ros. 9-я Проскуровская инженерно-саперная бригада).
W październiku 1944 roku został odkomenderowany do Wojska Polskiego, na stanowisko dowódcy 5 Brygady Saperów. Dowodził brygadą w czasie rozminowywania Warszawy wiosną 1945 r., a następnie w czasie rozminowywania rejonu Pułtuska, terenów nad Narwią i Biebrzą oraz Warmii i Mazur. Od 1 marca 1946 roku dowodził 5 Mazurskim Pułkiem Saperów. Pod koniec września 1946 roku powrócił do Armii Czerwonej.

## Ordery i odznaczenia
- Order Virtuti Militari V klasy
- Order Krzyża Grunwaldu III klasy
- Srebrny Krzyż Zasługi
- Medal za Warszawę 1939–1945